# Спронг, Даниэл
Дэниел Спронг (англ. Daniel Sprong; 17 марта 1997, Амстердам, Нидерланды) — нидерландский и канадский хоккеист, нападающий клуба КХЛ ЦСКА.
На драфте НХЛ 2015 года выбран клубом «Питтсбург Пингвинз» во втором раунде под общим 46-м номером. В НХЛ выступал за «Питтсбург Пингвинз», «Анахайм Дакс», «Вашингтон Кэпиталз», «Сиэтл Кракен», «Детройт Ред Уингз», «Ванкувер Кэнакс» и «Нью-Джерси Девилз».

## Карьера

### Профессиональная

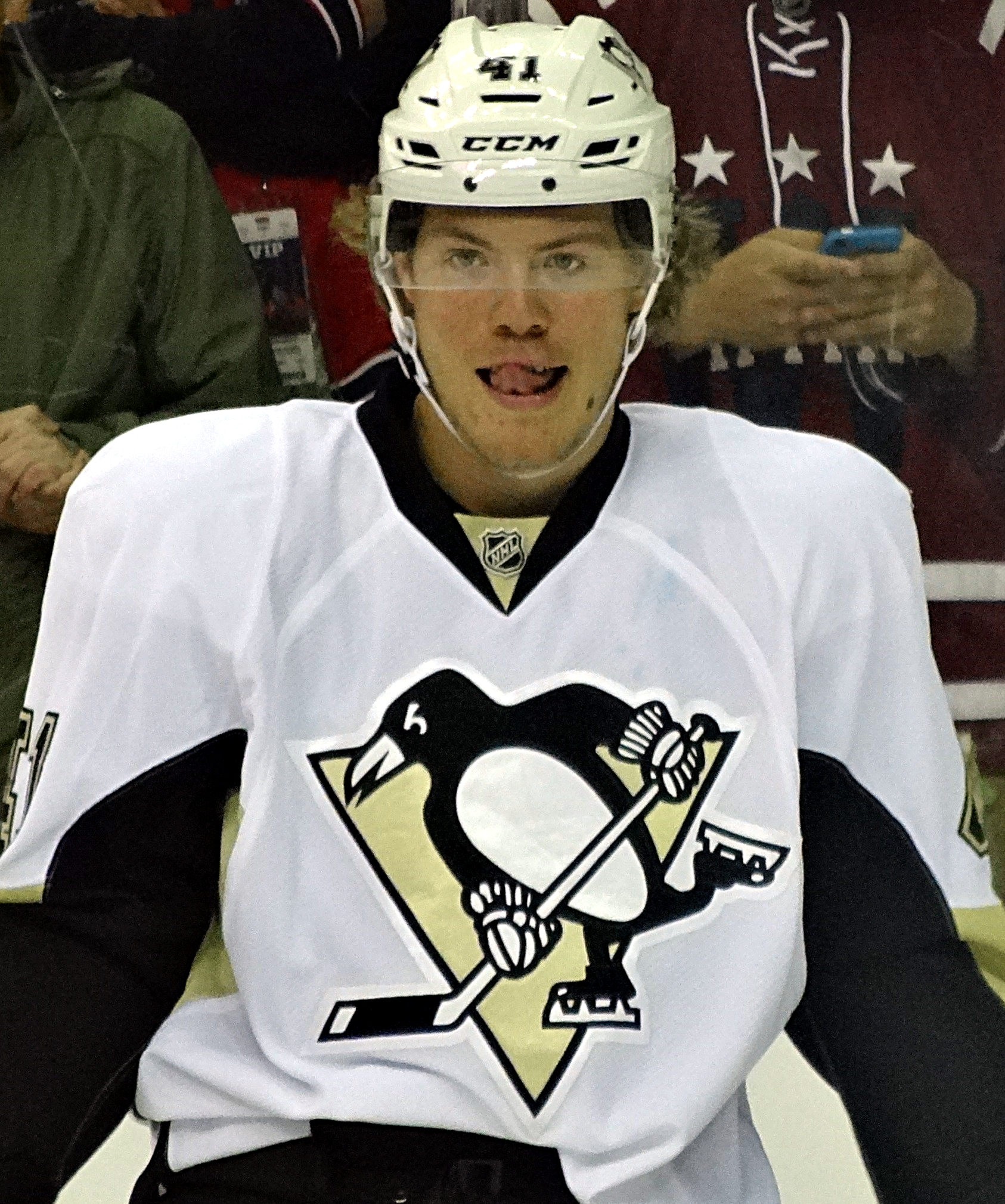
2015 год

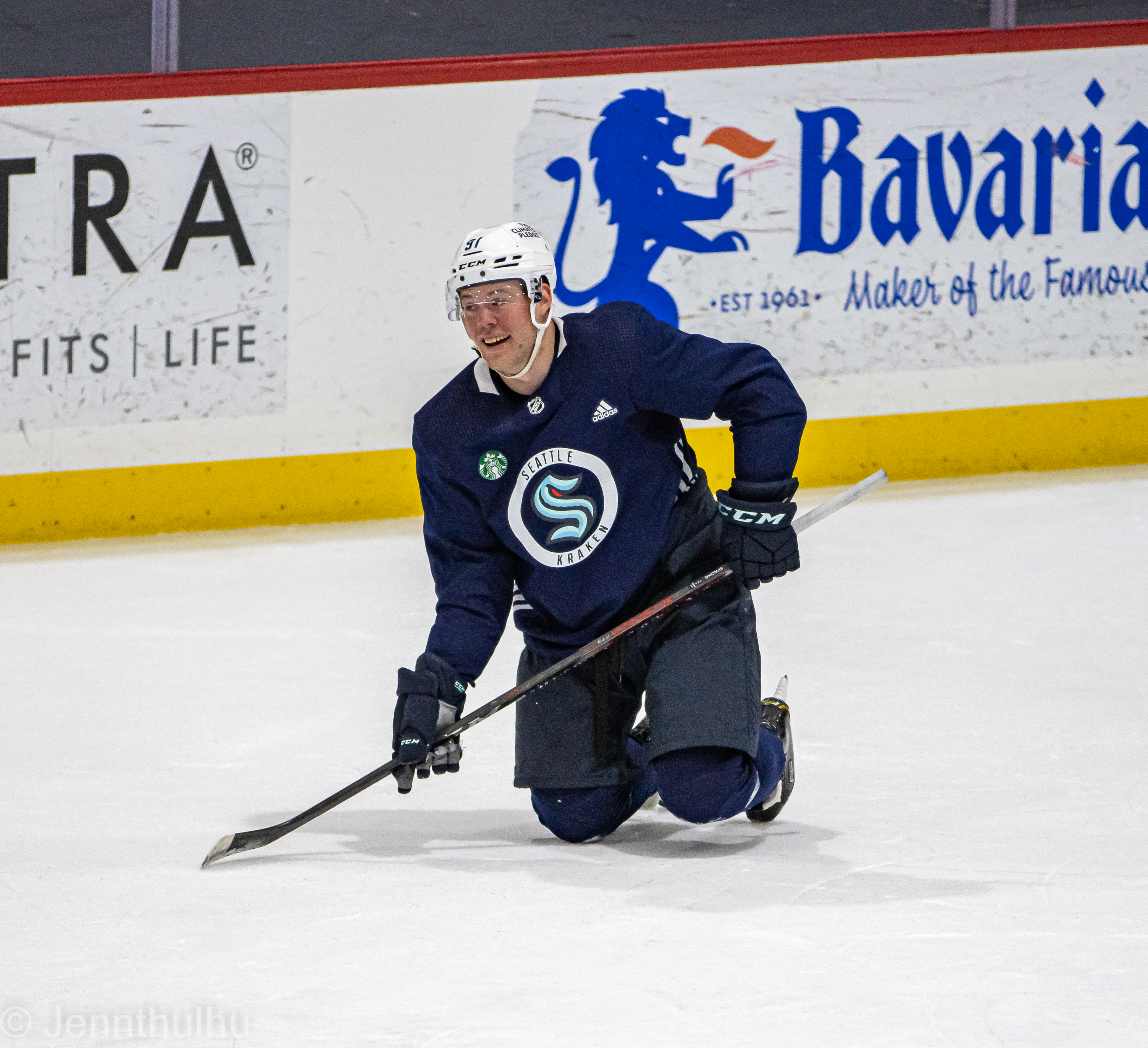
2022 год

28 августа 2015 года Спронг подписал трехлетний контракт с «пингвинами». Перед началом сезона 2015/2016 попал в заявку на сезон. Его первая игра в НХЛ состоялась 8 октября 2015 года против «Даллас Старз». 15 октября 2015 года против «Оттавы Сенаторз» Спронг забил свой первый гол в НХЛ. Спронг сыграл 18 матчей за «пингвинов», забив два гола, прежде чем команда решила отправить его обратно в клуб «Шарлоттаун Айлендерс» юниорской лиги Квебека для остатка сезона.
3 декабря 2018 года был отправлен в «Анахайм Дакс» в обмен на Маркуса Петтерcсона.
24 февраля 2020 года был отправлен в «Вашингтон Капиталз» в обмен на Кристиана Джуса.
21 марта 2022 года был отправлен в «Сиэтл Кракен» вместе с выбором в 4-м раунде драфта НХЛ-2022 и выбором в 6-м раунде драфта НХЛ-2023 в обмен на Маркуса Юханссона.
3 октября 2022 года подписал двусторонний контракт на год с «Сиэтл Кракен». Сезон 2022/23 стал лучшим для Спронга в НХЛ, он набрал 46 очков (21+25) в 66 матчах, проводя на льду в среднем 11,5 минут.
1 июля 2023 года в качестве свободного агента подписал односторонний контракт на 2 млн долларов с «Детройт Ред Уингз». Сезон 2023/24 также был достаточно успешным — 43 очка (18+25) в 76 матчах при 12 минутах в среднем за игру.
20 июля 2024 года в качестве свободного агента подписал однолетний контракт с «Ванкувер Кэнакс» на сумму $975.000.
9 ноября того же года Спронг был обменян в «Сиэтл Кракен» в обмен на «будущую компенсацию».
7 марта 2025 года был отправлен в «Нью-Джерси Девилз» в обмен на будущую компенсацию.
Всего за карьеру в НХЛ выступал за 7 клубов, провёл суммарно 374 матча и набрал 166 очков (87+79). В плей-офф сыграл 14 матчей и набрал 3 очка (1+2).
23 июля 2025 года подписал контракт на один сезон с московским ЦСКА.

## Личная жизнь
Спронг родился в Амстердаме. Его отец, Хэнни, был профессиональным хоккеистом в Нидерландах в начале 1990-х годах, уже позже стал тренером у себя на родине. В возрасте семи лет Спронг переехал из Нидерландов в Канаду со своей семьей, чтобы развиваться уже там. Семья поселилась неподалеку от Монреаля. в 2015 году отправил заявку на получения канадского гражданства. В результате Спронг не участвовал ни в каких международных турнирах, так как он отказался играть за сборную Нидерландов.